# Anne Cutler

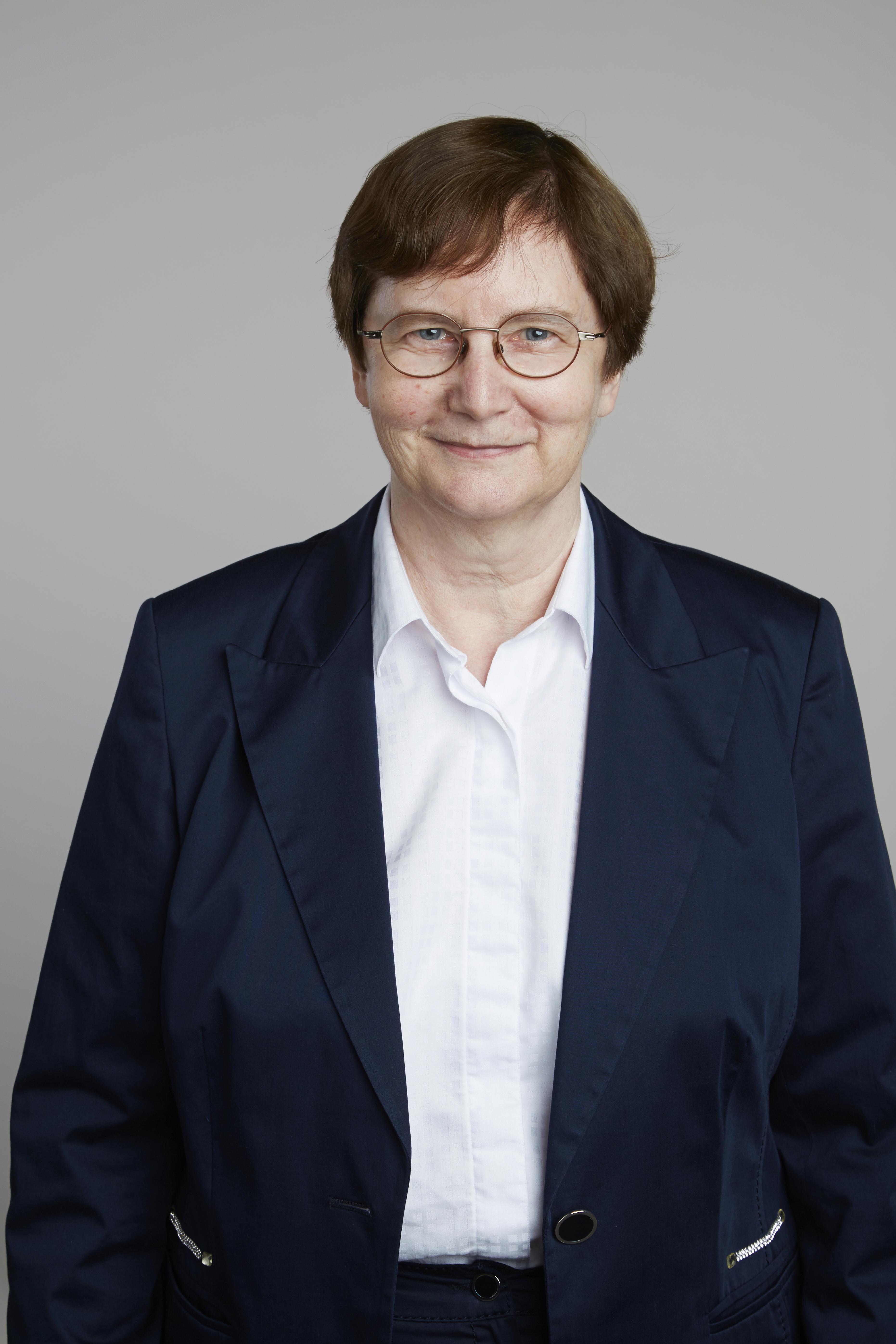
Anne Cutler (2015)

Elizabeth Anne Cutler (* 17. Januar 1945 in Armadale, Australien; † 7. Juni 2022) war eine australische Psycholinguistin. Sie war emeritierte Professorin für vergleichende Psycholinguistik an der Radboud-Universität Nijmegen und Direktorin am Max-Planck-Institut für Psycholinguistik in Nijmegen.

## Leben
Cutler studierte Psychologie und Germanistik an der University of Melbourne mit dem Bachelor-Abschluss 1964 und dem Master-Abschluss in Linguistik der Germanischen Sprachen 1971. Danach ging sie an die University of Texas, an der sie 1975 in Psycholinguistik promoviert wurde (Sentence stress and sentence comprehension). Als Post-Doktorandin war sie am Massachusetts Institute of Technology. 1976 bis 1982 war sie am Labor für Experimentelle Psychologie der University of Sussex und 1982 bis 1993 forschte sie an der Gruppe für Angewandte Psychologie des Medical Research Council in Cambridge.  1995 bis 2013 war sie Professorin für vergleichende Psycholinguistik an der Radboud-Universität Nijmegen.
1993 wurde sie Mitglied der Max-Planck-Gesellschaft und war 1993 bis 2013 Direktorin am Max-Planck-Institut für Psycholinguistik (davon 2001 bis 2003 und 2009/10 geschäftsführende Direktorin). Ab 2004 war sie Adjunct Professor am MARCS Institute der University of Western Sydney und war dort seit 2006 Professorin.

## Forschung und Lehre
Anne Cutler forschte über die Mechanismen der Erkennung und Produktion von Sprache und die Rolle des Klangs bei der Wahrnehmung von Wörtern.
Ihre Untersuchungen über Versprecher und Betonungen zeigten, dass das Gedächtnismodell von Wörtern für die Produktion von Sprache nicht nur nach Bedeutung der Wörter, sondern auch nach Lautform und morphologischer Struktur organisiert ist. Sie fand, dass mentale Prozesse der Zerlegung gesprochener und gehörter Sprache nicht universal, sondern sprachspezifisch sind. Die Hörer orientieren sich dabei an der spezifischen rhythmischen Struktur ihrer Sprache. Sie fand außerdem, dass diese Mechanismen der Sprach-Zerlegung bei Kindern im ersten Jahr erworben werden, vor dem Erlernen von Wortbedeutungen.

## Auszeichnungen und Mitgliedschaften
1999 erhielt sie den Spinoza-Preis und 1997 den Cognitive Psychology Award der British Psychology Society. 2001 hielt sie die Heisenberg Lecture der Siemens Stiftung, 2006 die Bartlett Lecture der Experimental Psychology Society und 2011 die R. Douglas Wright Lecture an der University of Melbourne. 2014 erhielt sie die Medaille der International Speech Communication Association.
Sie war Fellow der Royal Society und Mitglied der Academia Europaea (1999) und der Königlich Niederländischen Akademie der Wissenschaften. Cutler war Mitglied der National Academy of Sciences, der American Philosophical Society und der Academy of Social Sciences in Australia. 2020 wurde sie zum korrespondierenden Mitglied der British Academy gewählt. Sie war Ehrenmitglied der Australian Academy of the Humanities, der Linguistic Society of America und der Association for Laboratory Phonology.

## Schriften
- Herausgeber und Mitautor: Slips of the tongue and language production, Den Haag: Mouton 1982.
- mit D. Dahan, W. Van Donselaar: Prosody in the comprehension of spoken language: A literature review. Language and Speech, Band 40, 1997, S. 141–201.
- mit J. M. McQueen: Cognitive processes in speech perception, in: W. J. Hardcastle, J. D. Laver (Hrsg.), The handbook of phonetic sciences, Oxford: Blackwell 1997, S. 556–585.
- mit J. Mehler, D. Norris, J. Segui: Limits on bilingualism, Nature (Letters), Band 340, 1989, S. 229–230.
- mit J. Mehler, D. Norris, J. Segui: The syllable's differing role in the segmentation of French and English, Journal of Memory and Language, Band 25, 1996, S. 385–400
- mit D. Norris: The role of strong syllables in segmentation for lexical access, Journal of Experimental Psychology: Human Perception and Performance, Band 14, 1988, S. 113–121
- mit D. Norris: The role of strong syllabes in lexical access, in G. T. Altmann (Hrsg.), Psycholinguistics: Critical concepts in psychology, Routledge 1992, S. 157–177
- Lexical Access, in L. Nadel (Hrsg.), Encyclopedia of Cognitive Science, Nature Publishing Group 2006, S. 858–864
- mit J. M: McQueen, D. Norris: The dynamic nature of speech perception. Language and Speech, Band 49, 2006, S. 101–112
- Anne Cutler: Native Listening: Language Experience and the Recognition of Spoken Words, The MIT Press 2012, ISBN 9780262305457.